# Mariobezzia catherinae
Mariobezzia catherinae är en tvåvingeart som beskrevs av Efflatoun 1945. Mariobezzia catherinae ingår i släktet Mariobezzia och familjen svävflugor.
Artens utbredningsområde är Egypten. Inga underarter finns listade i Catalogue of Life.